# Zhu Zhenheng
Zhu Zhenheng 朱震亨(1282-1358) est une des grandes figures des études pharmaceutiques de la période Song-Jin-Yuan 宋金元 de l’histoire des pharmacopées chinoises - une période très créative pendant laquelle de nombreuses innovations virent le jour dans l’usage des matières médicales et les justifications théoriques de leur emploi.
Zhu Zhenheng est un expert médical de la dynastie Yuan (1271-1368) dont le nom de courtoisie est Yanxiu 彥修 et le nom littéraire Danxi 丹溪 signifiant « crique rouge », nommé d’après un petit ruisseau coulant près de son lieu de résidence. Il était aussi appelé Danxi xiansheng 丹溪先生 « Monsieur crique rouge » par ses étudiants. 
Initialement formé aux lettres classiques en tant que disciple de quatrième génération du philosophe confucéen Zhu Xi, il a décidé de poursuivre une carrière en médecine après avoir échoué deux fois à ses examens civils. Après sa mort, les enseignements de Zhu ont continué à être compilés et diffusés par ses disciples jusqu’à la dynastie Ming.
Il est aussi souvent appelé l'un des « Quatre Grands Médecins des dynasties Jin et Yuan » formés de :
- Liu Wansu 刘完素 (1120-1200) avec sa théorie du feu,
- Zhang Congzheng 张从正 (1156-1228) avec sa théorie de l’attaque du mal,
- Li Gao 李杲 (1180-1251), pseudonyme Li Dongyuan 李东垣, avec sa théorie de la rate et de l’estomac,
- et lui-même, Zhu Zhenheng 朱震亨 et sa théorie du yin nourrissant.

Tout comme Li Gao, Hu Zhenheng a été décrit comme un médecin qui dominait tous les autres praticiens médicaux. Par son éducation et son comportement, il peut être inclus dans la classe des médecins lettrés confucéens.

## Biographie
Zhu Zhenheng est originaire de Yiwu 義 烏 dans le Wuzhou 婺州 (aujourd’hui Jinhua) dans la province du Zhejiang 浙江.
Il étudia avec ferveur la littérature confucéenne dès son jeune âge mais échoua à l’examen impérial de en:juren 舉人, ce qui ruina tous ses espoirs de carrière.  Il étudia alors le néoconfucianisme puis à 36 ans se tourna vers l’étude de la médecine.
Il devint le protégé du médecin de Hangzhou, Luo Zhiti 羅知悌 (i.e. Luo Taiwu 羅太無) un eunuque de palais qui fut responsable des soins médicaux portés à l’empereur Li zong 李宗. Il s’immergea dans les enseignements de Liu Wansu 劉完素, Zhang Congzheng 張從正, et Li Gao 李杲 qu’il étendit avec ses propres idées. Il développa notamment l’idée qu’une déplétion fréquente des influences yin et qu’un surcroit d’influence yang pouvaient être une cause des maladies.
Intégrant les enseignements de Luo au confucianisme qu’il avait étudié dans sa jeunesse, Zhu retourna dans sa ville natale. Son approche de la médecine reposait sur l’hypothèse que « le yang est toujours en excès » et que « le yin est toujours déficient ». Bien qu’il soit toujours conscient de l’effet des facteurs externes sur la santé, Zhu se concentre davantage sur les facteurs internes, avec un accent particulier sur les émotions. Il croyait que les émotions contenaient de la « chaleur interne yang » qui affectait le yin dans les fluides corporels. En conséquence, son principal stratagème était « Nourrir le yin et faire descendre le feu ».
Au fur et à mesure que sa réputation de médecin et d’enseignant grandissait, Zhu a commencé à accueillir de plus en plus d’étudiants, dont son fils Yuru 玉汝 et son neveu Sifan 嗣氾. En 1347, Zhu critique la pharmacopée de la dynastie Song dans un essai intitulé Jufang fahui 局方发挥 « Exposé des prescriptions officielles ». La même année, il a écrit un autre essai qui résume ses principales croyances médicales, intitulé Gezhi yulun 格致餘論 « Autres points de vue sur l’extension des connaissances ».
Dans cet ouvrage Gezhi yulun 格致餘論, certainement le plus connu, il développe l’idée commune des experts en pharmaceutiques de son époque, selon laquelle le Huangdi neijing Suwen fournissait la théorie médicale, les bencao (pharmacopées) fournissaient les remèdes et les œuvres de Zhang Ji 張機 (Zhang Zhongjing 張仲景, le célèbre médecin des Han orientaux), les prescriptions.
Dans Bencao yanyi bu yi 本草衍義補遺, il développe sa conception de la théorisation de la connaissance des drogues.  Il continue à saper le système de standardisation des qualités des médicaments en ajoutant une nouvelle variante aux concessions déjà inhérentes au système.
Par exemple, si une drogue de couleur rouge a été antérieurement assignée à l’élément feu, et par conséquent à toutes les assignations en correspondance données par la théorie des correspondances systématiques (wuxing), mais que les effets de la drogues observés ne confirment pas ceux attendus, il se sort de cette difficulté, en assignant deux ou trois catégories de la théorie des Cinq phases, en même temps. Mais en étendant ainsi les assignations d’une manière ad hoc, il fait perdre tout pouvoir à la théorie.
Le Bencao yanyi bu yi ne fut jamais publié comme ouvrage autonome.

## Œuvres
Ouvrages de Zhu Zhenheng mentionnés dans la Bencao gangmu
- Bencao yanyi buyi 本草衍義補遺 « Compléments à la Bencao yanyi » (1347)
- Ge zhi yu lun 格致餘論
- Ju fang fa hui 局方發揮,
- Shang han bian yi 傷寒 辨疑,
- Jin kui gou xuan 金匱鉤玄
- Wai ke jing yao xin lun 外科精要 新論,
- Feng mu wen da 風木問答.

Li Shizhen cite 313 fois une œuvre de Zhu Zhenheng dans le Bencao gangmu. Il se réfère à cet auteur par Zhu Zhenheng [33], Zhenheng [216], Danxi [118], Zhu Danxi [5] et Yanxiu [1].